# Campeonato Sul-Americano de Voleibol Masculino Sub-19 de 2016
O  Campeonato Sul-Americano de Voleibol Masculino Sub-19  de 2016  ou  a vigésima edição do Campeonato Sul-Americano Infanto-Juvenil, foi a competição disputada por seleções sul-americanas realizada bienalmente, cuja entidade organizadora é a  Confederação Sul-Americana de Voleibol ,  edição vencida pelo selecionado argentino, quarto título e  novo bicampeonato consecutivo, que garantiu juntamente com a representação brasileira (vice-campeão) a qualificação para o Mundial Infanto-Juvenil de 2017 no Bahrein e o Melhor Jogador  (MVP) do campeonato continental foi o ponteiro argentino Federico Seia .

## Seleções participantes
As seguintes seleções confirmaram participação no Campeonato Sul-Americano Infanto-Juvenil de 2016:
| Equipe    | Última participação |
| --------- | ------------------- |
| Peru      | (Sede), 6º em 2012  |
| Argentina | 1º em 2014          |
| Bolívia   | 8º em 2012          |
| Brasil    | 2º em 2014          |
| Chile     | 3º em 2012          |
| Colômbia  | 4º em 2014          |

## Grupo A
Classificação
- Local : Coliseo Manuel Bonilla de Miraflores-Peru [1]

|     |           |     | Jogos | Jogos | Jogos | Resultados | Resultados | Resultados | Resultados | Resultados | Resultados | Sets | Sets | Sets  | Pontos | Pontos | Pontos |
| Pos | Equipe    | Pts | T     | V     | D     | 3–0        | 3–1        | 3–2        | 2–3        | 1–3        | 0–3        | V    | P    | R     | V      | P      | R      |
| --- | --------- | --- | ----- | ----- | ----- | ---------- | ---------- | ---------- | ---------- | ---------- | ---------- | ---- | ---- | ----- | ------ | ------ | ------ |
| 1   | Argentina | 6   | 2     | 2     | 0     | 2          | 0          | 0          | 0          | 0          | 0          | 6    | 0    | MAX   | 152    | 104    | 1.462  |
| 2   | Colômbia  | 2   | 2     | 1     | 1     | 0          | 0          | 1          | 0          | 0          | 1          | 3    | 5    | 0.600 | 157    | 129    | 1.217  |
| 3   | Chile     | 1   | 2     | 0     | 2     | 0          | 0          | 0          | 1          | 0          | 1          | 2    | 6    | 0.333 | 152    | 180    | 0.844  |

| Data  | Hora  |              | Placar |              | Set 1 | Set 2 | Set 3 | Set 4 | Set 5 | Total   | Relatório |
| ----- | ----- | ------------ | ------ | ------------ | ----- | ----- | ----- | ----- | ----- | ------- | --------- |
| 5 out | 17:00 | Chile        | 2–3    | ' Colômbia'  | 18–25 | 25–19 | 24–26 | 25–20 | 8–15  | 100–105 | 100–105   |
| 6 out | 17:00 | Colômbia     | 0–3    | ' Argentina' | 12–25 | 15–25 | 25–27 |       |       | 52–77   | 52–77     |
| 7 out | 17:00 | 'Argentina ' | 3–0    | Chile        | 25–15 | 25–15 | 25–22 |       |       | 75–52   | 75–52     |

## Grupo B
Classificação
- Local : Coliseo Manuel Bonilla de Miraflores-Peru [1]

|     |         |     | Jogos | Jogos | Jogos | Resultados | Resultados | Resultados | Resultados | Resultados | Resultados | Sets | Sets | Sets  | Pontos | Pontos | Pontos |
| Pos | Equipe  | Pts | T     | V     | D     | 3–0        | 3–1        | 3–2        | 2–3        | 1–3        | 0–3        | V    | P    | R     | V      | P      | R      |
| --- | ------- | --- | ----- | ----- | ----- | ---------- | ---------- | ---------- | ---------- | ---------- | ---------- | ---- | ---- | ----- | ------ | ------ | ------ |
| 1   | Brasil  | 6   | 2     | 2     | 0     | 2          | 0          | 0          | 0          | 0          | 0          | 6    | 0    | MAX   | 150    | 60     | 2.500  |
| 2   | Bolívia | 3   | 2     | 1     | 1     | 0          | 1          | 0          | 0          | 0          | 1          | 3    | 4    | 0.750 | 157    | 113    | 1.389  |
| 3   | Peru    | 0   | 2     | 0     | 2     | 0          | 0          | 0          | 0          | 1          | 1          | 1    | 6    | 0.167 | 131    | 170    | 0.771  |

| Data  | Hora  |            | Placar |           | Set 1 | Set 2 | Set 3 | Set 4 | Set 5 | Total | Relatório |
| ----- | ----- | ---------- | ------ | --------- | ----- | ----- | ----- | ----- | ----- | ----- | --------- |
| 5 out | 19:00 | 'Bolívia ' | 3–1    | Peru      | 25–16 | 25–23 | 18–25 | 27-25 |       | 95–64 | 95–89     |
| 6 out | 19:00 | 'Brasil '  | 3–0    | Bolívia   | 25–9  | 25–2  | 25–7  |       |       | 75–18 | 75–18     |
| 7 out | 19:00 | Peru       | 0–3    | ' Brasil' | 14–25 | 10–25 | 18–25 |       |       | 42–75 | 42–75     |

## Fase final

### Quinto lugar
| Data  | Hora  |          | Placar |      | Set 1 | Set 2 | Set 3 | Set 4 | Set 5 | Total | Relatório |
| ----- | ----- | -------- | ------ | ---- | ----- | ----- | ----- | ----- | ----- | ----- | --------- |
| 8 out | 13:00 | 'Chile ' | 3–1    | Peru | 24–26 | 25–21 | 25–23 | 25–23 |       | 99–93 | 99–83     |

### Semifinais
| Data  | Hora  |              | Placar |          | Set 1 | Set 2 | Set 3 | Set 4 | Set 5 | Total | Relatório |
| ----- | ----- | ------------ | ------ | -------- | ----- | ----- | ----- | ----- | ----- | ----- | --------- |
| 8 out | 15:00 | 'Argentina ' | 3–0    | Bolívia  | 25–9  | 25–15 | 25–15 |       |       | 75–39 | 75–39     |
| 8 out | 17:00 | 'Brasil '    | 3–1    | Colômbia | 19–25 | 25–18 | 25–12 | 25–15 |       | 94–70 | 94–70     |

### Terceiro lugar
| Data  | Hora  |         | Placar |             | Set 1 | Set 2 | Set 3 | Set 4 | Set 5 | Total | Relatório |
| ----- | ----- | ------- | ------ | ----------- | ----- | ----- | ----- | ----- | ----- | ----- | --------- |
| 9 out | 13:00 | Bolívia | 1–3    | ' Colômbia' | 25–19 | 11–25 | 7–25  | 8–25  |       | 51–94 | 51–94     |

### Final
| Data  | Hora  |              | Placar |        | Set 1 | Set 2 | Set 3 | Set 4 | Set 5 | Total | Relatório |
| ----- | ----- | ------------ | ------ | ------ | ----- | ----- | ----- | ----- | ----- | ----- | --------- |
| 9 out | 15:00 | 'Argentina ' | 3–0    | Brasil | 25–18 | 25–23 | 25–15 |       |       | 75–56 | 75–56     |

## Classificação final
| Posição | Equipe    |
| ------- | --------- |
| 1       | Argentina |
| 2       | Brasil    |
| 3       | Colômbia  |
| 4       | Bolívia   |
| 5       | Chile     |
| 6       | Peru      |

|  | Qualificados para o Mundial Infanto-Juvenil de 2017 |

## Prêmios individuais
Os atletas que se destacaram individualmente no campeonato foram:
| MVP (Most Valuable Player) | Federico Seia    | Argentina |
| Oposto                     | Carlos Llanos    | Colômbia  |
| 1º Ponteiro                | Victor Cardoso   | Brasil    |
| 2º Ponteiro                | Luciano Palonsky | Argentina |
| 1º Central                 | Nicolás Zerba    | Argentina |
| 2º Central                 | Henry Colorado   | Colômbia  |
| Levantador                 | Lautaro Gerlero  | Argentina |
| Líbero                     | Santiago Arroyo  | Argentina |